# Gory Astronomov
Die Gory Astronomov (englische Transkription von russisch Горы Астрономов Gory Astronomow, deutsch ‚Astronomenberge‘) sind eine Gruppe von Hügeln im ostantarktischen Mac-Robertson-Land. In den Prince Charles Mountains ragen sie unmittelbar nordöstlich des Mount Beck auf.
Russische Wissenschaftler benannten sie.